# Многобојац
Многобојац (лат. Nymphalis polychloros) врста је лептира из породице шаренаца (лат. Nymphalidae).

## Опис
Тешко се разликује од жутоногог многобојца. Ноге и палпи су тамни, готово црни. Горња страна крила има узак, јасно ограничен црни руб. Станишта су отвореније листопадне шуме, иако се може наћи готово свуда. Једна је од првих и најчешћих врста у рано пролеће, када поново лете презимели многобојци. Изразит мигрант присутан у целој Европи.
У зависности од географског подручја, имају једну или две генерацију годишње. Хибернирају одрасле јединке. Гусенице ранијих ступњева живе у великим комуналним мрежама, али се и по достизању зрелости углавном срећу у грегарном храњењу. Интегумент им је црн и посут финим тачкицама, а медидорзална регија истакнута двема јарким наранџастим линијама. Латерална линија је такође наранџаста и широка. Трнолики израштаји који носе сете (сколуси) су изузетно дуги, јарки, и разгранатији од гусеница сродника. Најчешће се срећу у мају.

## Биљке хранитељке
Биљке хранитељке су биљке из рода врба (Salix spp.); тополе (Poopulus spp.).